# Teatro Sant'Angelo
El Teatro Sant'Angelo va ser un teatre de Venècia que va estar actiu des de 1677 fins als últims anys del segle xviii. Considerat en el seu moment com un dels set teatres lírics de Venècia, fou un competidor històric del Teatro San Moisè.
Situat a la vora del Gran Canal, prop del pont de Rialto, fou inaugurat l'any 1677 amb el drama Helena rapita da Paride de Domenico Freschi. El seu empresari més famós va ser Antonio Vivaldi que va compondre bastantes de les seves òperes.
A partir de 1748, s'hi va representar moltes comèdies de Carlo Goldoni gràcies a un acord amb el capocomico Girolamo Medebach, que el va contractar com a autor conegut. A continuació, l'any 1753, després d'haver escrit La Locandiera, Goldoni va abandonar el Sant'Angelo per anar al Teatro San Luca (que es reanomenaria com a Teatro stabile del Veneto "Carlo Goldoni"). Progressivament el món de l'escena veneciana va perdre vitalitat. L'any 1804, durant l'ocupació francesa, el Sant'Angelo va tancar les portes, com va passar altres teatres venecians menys importants i, durant el segle xix, s'hi va construir el Palazzo Barocci, avui l'hotel NH Collection Palazzo Barocci.

## Estrenes destacades
| - Il trionfo dell'innocenza Antonio Lotti 1693 - La locandiera de Carlo Goldoni - Helena rapita da Paride Domenico Freschi, 1677 - Tullia superba D. Freschi, 1678 - La Circe D. Freschi, 1679 - Sardanapalo D. Freschi, 1679 - Pompeo Magno in Cilicia D. Freschi, 1681 - Olimpia vendicata D. Freschi, 1681 - Giulio Cesare trionfante D. Freschi, 1682 - Silla D. Freschi, 1683 - Apio Claudio Marco Martini, 1683 - L'incoronatione di Dario D. Freschi, 1684 - Teseo tra le rivali D. Freschi, 1685 - Falarido tiranno d'Agrigento G.B. Bassani, 1685 - La Rosaura Giacomo Antonio Perti, 1689 - Il trionfo dell'innocenza Antonio Lotti, 1693 - Radamisto Tomaso Albinoni, 1698 - Diomede punito da Alcide T. Albinoni, 1700 - L'inganno innocente T. Albinoni, 1701 - Tiberio imperatore d'Oriente F. Gasparini, 1702 - Farnace Antonio Caldara, 1703 - Pirro Giuseppe Aldrovandini, 1704 - La regina creduta re Giovanni Bononcini, 1706 - La fede tra gl'inganni T. Albinoni, 1707 - Le passioni per troppo amore Johann David Heinichen, 1713 | - Nerone fatto Cesare Francesco Gasparini, 1715 - Alessandro fra le Amazoni F. Chelleri, 1715 - L'amor di figlio non conosciuto T. Albinoni, 1716 - Penelope la casta Fortunato Chelleri, 1717 - Meleagro T. Albinoni, 1718 - Cleomene T. Albinoni, 1718 - Amalasunta Fortunato Chelleri, 1719 - Il pentimento generoso A.S. Fiorè, 1719 - Filippo re Macedonia Giuseppe Boniventi i Antonio Vivaldi, 1720 - Melinda e Tiburzio G.M. Orlandini, 1721 - Gli eccessi della gelosia T. Albinoni, 1722 - L'amor tirannico Fortunato Chelleri, 1722 - Timocrate Leonardo Leo, 1723 - Gl'odelusi dal sangue Baldassare Galuppi i Giovanni Battista Pescetti, 1728 - Dorinda B. Galuppi i G.B. Pescetti, 1729 - I tre difensori della patria G.B. Pescetti, 1729 - Elenia T. Albinoni, 1730 - Gli sponsali d'Enea Bartolomeo Cordans, 1731 - Ardelinda T. Albinoni, 1732 - Alessandro nelle Indie G.B. Pescetti, 1732 - Argenide B. Galuppi, 1733 - L'ambizione depressa B. Galuppi, 1733 - Candalide T. Albinoni, 1734 - Tamiri B. Galuppi, 1734 | - Lucio Vero Francesco Araja, 1735 - Elisa regina Tiro B. Galuppi, 1736 - Ergilda B. Galuppi, 1736 - Artaserse Longimano A.G. Pampani, 1737 - Ezio Giovanni Battista Lampugnani, 1737 - Argenide Pietro Chiarini, 1738 - Achille in Sciro Pietro Chiarini, 1739 - Candaspe regina de' Sciti G.B. Casali, 1740 - Berenice B. Galuppi, 1741 - Artamene T. Albinoni, 1741 - Il vincitor se stesso Ignazio Fiorillo, 1741 - L'impresario delle Isole Canarie L. Leo, 1741 - Armida Ferdinando Bertoni, 1746 - La caduta d'Amulio Antonio G. Pampani, 1746 - Scipione nelle Spagne B. Galuppi, 1746 - Tigrane Giovanni B. Lampugnani, 1747 - L'Arcadia in Brenta B. Galuppi, 1749 - Amor contadino Giovanni B. Lampugnani, 1760 - Amore in caricatura V.L. Ciampi, 1761 - L'amore artigiano Gaetano Latilla, 1761 - Siface Domenico Fischietti, 1761 - Li scherzi d'amore Francesco Maggiore, 1762 - Tieste Ugo Foscolo, 1797 - Il carretto del venditore d'aceto J.S. Mayr, 1800 - La casa da vendere G.A. Capuzzi o Francesco Gardi, 1804 |